# 西西里的坦克雷迪
西西里的坦克雷迪（義大利語：Tancredi di Sicilia，1138年—1194年2月20日），西西里國王，1189年至1194年在位。他是鲁杰罗二世长子阿普利亚公爵鲁杰罗三世和莱切伯爵的女儿恩玛的私生子，继承了外祖父的爵位为莱切伯爵，故又称莱切的坦克雷迪。他外形短小，相貌不英俊，故被批评者讥笑为“猴王”。

## 早期生涯
鲁杰罗公爵死后，为了防止将来发生任何麻烦，鲁杰罗二世把坦克雷迪和他的弟弟古列尔莫关在帕勒莫。
1161年3月9日，坦克雷迪加入叔父塔兰托亲王西莫尼的政变，入侵王宫，拘押了另一位叔父国王古列尔莫一世、玛格丽塔王后和他们的儿子们，煽动屠杀穆斯林。最初，王长子阿普利亚公爵鲁杰罗四世被定为新君取代古列尔莫，但很快人们支持西莫尼自己登基。但西莫尼尚未提出自己登基，叛乱就被镇压，民众骚乱。叛乱者被迫释放了国王，撤退到他们的城堡。国王下达了以流放为代价的赦免，坦克雷迪等多数人接受了。他被流放到君士坦丁堡，1166年在堂弟新君古列爾莫二世登基后回国。
古列尔莫二世年间，坦克雷迪为古列尔莫二世统领舰队。1174年他率一支由284艘船和8万人组成的大舰队航行到埃及，短暂围攻亚历山大城，以声援法蒂玛王朝余党反抗埃及和叙利亚苏丹萨拉丁为由用兵地中海以扬威，但当得知预期的盟友因耶路撒冷国王阿尔马里克一世去世而不会前来、萨拉丁的军队正在靠近后，他们撤出港口，在北非海岸骚乱、抢劫，最终回到船上开回本国。
古列尔莫二世没有后嗣，这使得坦克雷迪有望宣称王位。为了避免这一情况，1184年10月古列尔莫二世将自己的姑母科斯坦察放出修道院，批准其婚事，并确立为王位继承人。
1185年6月，坦克雷迪率领300艘船只组成的庞大的西西里舰队，在内兄弟阿切拉的里卡多的指挥下来到杜拉佐，进攻拜占庭帝国的核心地带。8月，在水陆合围下，塞萨洛尼基遭到占领和洗劫。西西里军队随后被拜占庭皇帝伊萨克二世的军队重创，在返回巴尔干半岛的途中被歼灭，而坦克雷迪的舰队安然无恙地返回西西里。
1186年6月，坦克雷迪和布林迪西的马加里托率领诺曼舰队来到塞浦路斯，那里的拜占庭总督伊萨克·科穆宁已经反叛了伊萨克二世。他们迅速打败了伊萨克二世派去平叛的远征军，轻松俘获了70艘战舰，驱逐了前来的拜占庭将军，造成了拜占庭帝国最大的海军损失；后来马加里托被任命为扎金索斯、凯法利尼亚和伊萨基伯爵。
坦克雷迪是莱切的管治者：他在莱切修建了卡塔多圣尼古拉斯教堂（1180年）；在斯昆扎诺附近修建圣玛丽亚教堂建筑群和奥特朗托圣母领报主教座堂内的重要工程。

## 成为国王
尽管曾宣誓对科斯坦察效忠，但1189年古列爾莫二世无嗣而崩后，坦克雷迪很快在以副宰相萨莱诺的马特奥为首的官员和骑士们支持下夺取王位，于1190年初加冕。大多贵族则支持科斯坦察和神圣罗马帝国皇帝腓特烈一世的儿子、科斯坦察的丈夫罗马国王海恩里希继位。同样竞争西西里王位的安德里亚的鲁杰罗在其中。马特奥成功诋毁鲁杰罗，同年坦克雷迪的内兄弟里卡多将鲁杰罗诱捕处决。马特奥也说服教宗克勉三世支持坦克雷迪，坦克雷迪任马特奥为宰相。
由于腓特烈一世正在参加十字军东征，海恩里希和科斯坦察只能留在局势微妙的国内，无暇顾及西西里。1190年1月18日，坦克雷迪在帕勒莫由马特奥加冕为西西里国王。正是马特奥本人劝说不希望霍亨斯陶芬家族同时统治德国和西西里的教宗克勉三世批准和承认坦克雷迪被选为国王。

### 与理查的和约
坦克雷迪是一名优秀的士兵，尽管他短小的身材使他被诗人编年史作家埃博利的皮耶特罗起了绰号“Tancredulus”。尽管有一定程度的民众支持，但他的统治从一开始就面临着严峻的挑战。
1190年，英格兰国王理查一世率领一支庞大的十字军到达西西里岛，前往圣城。先前古列尔莫二世的遗孀琼因为支持海恩里希夫妇继位而在1189年被坦克雷迪囚禁在齐萨王宫，她属于自己和亡夫的嫁妆也被没收，理查作为琼的兄长，要求坦克雷迪释放琼并归还嫁妆。他还坚持坦克雷迪履行古列尔莫二世对十字军东征的财政承诺。当坦克雷迪拒绝这些要求时，理查夺取了一座修道院和巴尼亚拉城堡。
理查在西西里加入了由法兰西国王腓力二世领导的因为冬季暴风雪而被迫停驻、向神父菲奥雷的乔亚基诺询问十字军战果的十字军。两支外国军队的存在很快在当地引起了动乱。10月，墨西拿百姓作乱，要求外国人离开该岛。理查以攻击墨西拿作为回应。坦克雷迪释放了琼但只归还了一部分嫁妆，理查愤而于1190年10月4日占领了墨西拿。野蛮地劫掠和烧毁了墨西拿后，理查在那里建立了一座名为玛塔·格里丰（希腊杀手）的木塔作为基地，决定在当地过冬。1191年春马加里托带着舰队赶来时，为时已晚。
理查停留在墨西拿直到1191年3月坦克雷迪亲自率军前来并同意与他签订和约。根据和约条款：
- 琼获释并带走剩下的2万盎司自己和亡夫的嫁妆，坦克雷迪再赔偿理查2万盎司换取其结盟对抗海恩里希；
- 理查和腓力承认坦克雷迪为西西里国王，三人盟誓三国彼此和平；
- 理查官方宣布侄子布列塔尼的阿蒂尔为他的推定继承人，坦克雷迪许诺在阿蒂尔（当时才4岁）成年后将一个女儿嫁给阿蒂尔。

签订合约后，理查和腓力分别于5月和3月离开西西里前往圣城。据传言，理查临别时给坦克雷迪一把他自称的王者之劍以担保他们的友谊。

### 与科斯坦察的竞争
最终没有参加十字军后，坦克雷迪接下来面临来自北方的威胁。1191年4月，新继父位为亨利六世的海恩里希与科斯坦察在罗马由教宗雷定三世加冕为神圣罗马帝国皇帝、皇后之后，率军南下西西里争夺王位，并得到一直忠于帝国的比萨舰队的支持。科斯坦察陪同她的丈夫率领一支庞大的帝国军队进入王国。北部的包括最早的诺曼据点卡普亚、阿韦尔萨等城镇开门迎接他们。曾是鲁杰罗二世在大陆的都城的萨莱诺邀请科斯坦察去其父鲁杰罗二世的旧宫殿避暑；只有那不勒斯在此战中率先坚决抵抗，在马加里托的舰队的帮助下经历了围城，马加里托打败了比萨舰队。围城一直持续到夏天神圣罗马帝国军队大量死于疟疾和瘟疫。帝国军队因而全部撤出西西里王国。科斯坦察和一小股驻军留在萨莱诺，作为亨利很快会回来的信号。
亨利和大部分军队撤离后，投降神圣罗马帝国的城市担心被坦克雷迪报复，又立即重新宣布效忠于坦克雷迪。萨莱诺人也看到了向坦克雷迪邀宠的机会，将科斯坦察交给了在墨西拿的坦克雷迪，作为对亨利的重要要挟。坦克雷迪怒责科斯坦察引德国人入侵，但仍着皇后礼服的科斯坦察骄傲地回答她只是在夺回自己被坦克雷迪抢走的领土。尽管如此，坦克雷迪对这位被他扣押的姑母始终以礼相待，西比拉王后反对，认为这是暗示科斯坦察的王位继承权。坦克雷迪将科斯坦察带回帕勒莫交西比拉监视，与西比拉一同吃饭及在西比拉的卧室睡觉。西比拉在察觉到帕勒莫市民同情科斯坦察及视她为王位合法继承人后建议处死科斯坦察，但坦克雷迪担心这会有损自己的人望，没有同意；他建议她与马特奥商议，并在收到马特奥当着西比拉的面写给他的信后，将科斯坦察关在那不勒斯四面环水的蛋堡以便看守。坦克雷迪以皇后为筹码要挟亨利六世同意停战，若亨利六世不承认他的王位，他就不同意赎回科斯坦察。1192年，他封马加里托为马耳他伯爵，这可能是为了嘉奖他意外生擒皇后之功。但教宗雷定三世以承认他是西西里合法国王为条件，要求他移交科斯坦察，希望让科斯坦察安全前来罗马，以便教宗以调解人身份出面要挟亨利六世同意休战，阻止两国统一。为免被处以绝罚，坦克雷迪只得同意，还给了科斯坦察礼物。但当年夏天，在科斯坦察到达罗马前，帝国士兵在教宗国边境介入，穿越阿尔卑斯山将她平安带回。坦克雷迪和教宗因而都未能从俘虏皇后一事实际获利，休战也未能达成。
亨利已经在王国的边界留下了驻军。那时坦克雷迪试图通过赋予大量的特权来赢得城镇才支持。在格拉维纳（1192年6月），他放弃了西西里岛的王室教权，从而加强了教宗的支持。1192年和1193年，他亲自成功领导了讨伐阿普利亚诸侯的成功战役。
1192年8月，坦克雷迪为他已在1189年任命为阿普利亚公爵和王位继承人的长子鲁杰罗与伊萨克二世的女儿伊莲娜·安格洛斯（1180年—1208年）举行婚礼，并在布林迪西大教堂举行婚庆活动之际修复了布林迪西港附近阿皮亚大道的古代喷泉，它从那时起就被称为坦克雷迪喷泉。
但他在年幼的儿子共治国王鲁杰罗三世去世两个月后在镇压半岛地区支持神圣罗马帝国的封臣时在帕勒莫去世（1194年2月20日），从而打开了霍亨斯陶芬统治西西里的道路。他想葬在由他和马特奥于1190年至1193年间建立的天主圣三圣殿。由于长子鲁杰罗三世已经去世，继位的是他9岁的弟弟古列尔莫三世，由母后西比拉摄政。但同年亨利在比萨和热那亚舰队的支持下，在通过1月12日签订的《维切利条约》确保伦巴底中立后，带着由理查一世的巨额赎金资助的军队重返意大利。5月，那不勒斯几乎不战而降，王国的其余部分也如此。西比拉和忠诚的马加里托想守御帕勒莫，但1194年11月20日，市民承认皇帝为他们的君主。西西里王国失去了独立地位，坦克雷迪的家人落入了亨利的手中，据传古列尔莫三世被阉割和弄瞎，似乎于1198年在德国去世。坦克雷迪的尸体也被亨利挖出。

## 家庭
坦克雷迪的妻子是阿切拉的西比拉，兩人共有：
1. 魯傑羅三世（英语：Roger III of Sicily）（1175年—1193年），共治国王，早逝
2. 科斯坦察，威尼斯總督皮耶特罗·齐亚尼（1229年去世）的夫人（1213年结婚）
3. 瓦德拉達，威尼斯總督雅科波·铁波洛的夫人
4. 玛丽亚·阿尔比娜（约1180年—1216年后），莱切女伯爵，布列訥伯爵夫人，1200年与布列訥伯爵戈蒂埃三世（1205年去世）结婚，1205年改嫁桑塞弗里诺的贾科莫；
5. 古列爾莫三世（1185年—1198年），西西里國王（1194年2月24日—12月24日）
6. 梅达尼亚